# 科尼亞京 (索斯尼齊亞區)
51°35′39″N 32°47′7″E / 51.59417°N 32.78528°E
科尼亞京（烏克蘭語：Конятин）是位於烏克蘭北部切爾尼希夫州裏科留基夫卡區的村莊，面積2.16平方公里，海拔高度118米，2025年人口500，人口密度每平方公里381.9人。